# SQUID

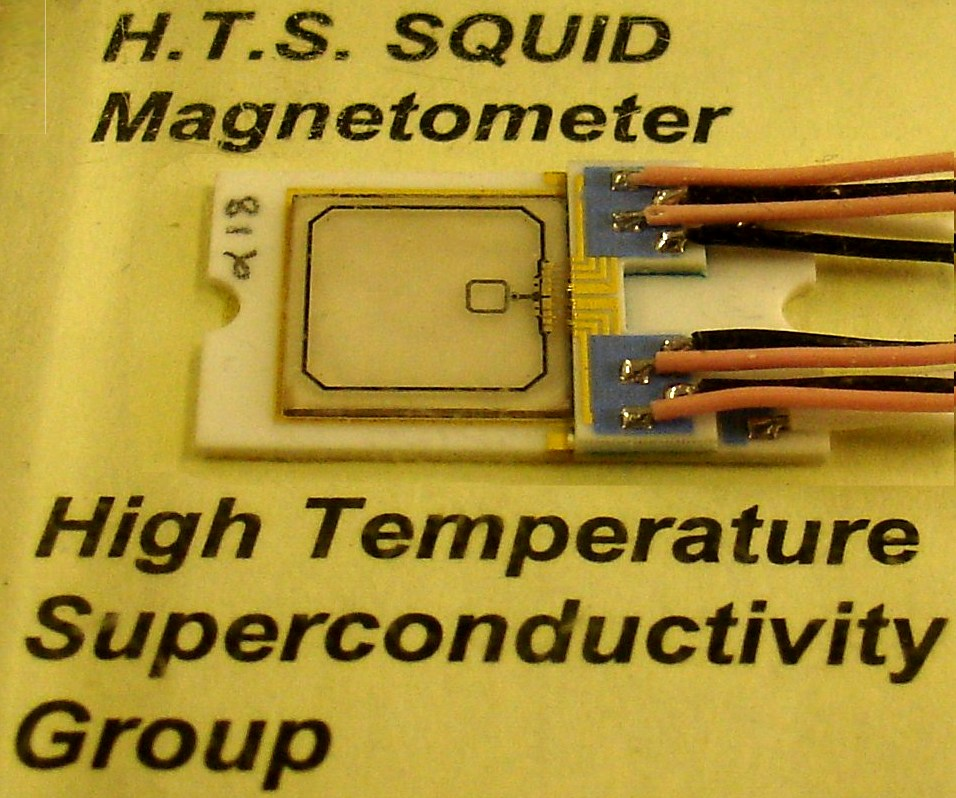
Głowica pomiarowa magnetometru SQUID

SQUID (ang. superconducting quantum interference device) − jedno z najczulszych urządzeń służących do pomiaru natężenia pola magnetycznego. Wykorzystywany jest efekt kwantyzacji strumienia indukcji magnetycznej w pierścieniu nadprzewodzącym i efekt Josephsona. Zmiana strumienia pola magnetycznego obejmowanego przez SQUID wywołuje zmianę natężenia prądu przepływającego przez urządzenie oraz zmianę natężenia prądu indukowanego w pierścieniu. Dokładność współczesnych modeli wynosi ~5 aT (5×10−18 T). Dwa główne typy SQUID-ów to DC i RF (zwany też AC).

## DC SQUID
DC SQUID zbudowany jest z dwóch złączy Josephsona ułożonych po przeciwległych stronach nadprzewodzącego pierścienia. W obydwu ramionach płynie prąd o natężeniu równym połowie natężenia prądu wejściowego. Złącza Josephsona przesuwają w fazie natężenie, pokrywając się nawzajem wraz z prądem indukowanym w pierścieniu. Wykres natężenia w zależności od strumienia magnetycznego jest bardzo podobny jak w przypadku dyfrakcji światła na podwójnej szczelinie.

## RF SQUID
RF SQUID (AC SQUID) zbudowany jest z jednego złącza Josephsona. Do pierścienia nie są podłączone żadne przewody. RF SQUID jest sprzężony indukcyjnie z układem RLC. Kiedy układ jest w stanie wzbudzenia lub bliski częstotliwości rezonansowej, amplituda napięcia jest funkcją periodyczną strumienia magnetycznego z okresem równym kwantowi strumienia magnetycznego.
Dzięki bardzo wysokiej czułości SQUID-y znajdują szerokie zastosowanie w wielu dziedzinach nauki – biologii, geologii, fizyce. Najczęstszym jednak zastosowaniem jest pomiar zmian natężeń pól magnetycznych generowanych przez narządy organizmu ludzkiego (magnetokardiografia, magnetoencefalografia).

## Zasada działania
Mechanizm SQUID opiera się na koncepcji interferencji, podobnej do interferencji światła w słynnym eksperymencie Younga z dwiema szczelinami. W SQUID interferencja nie zachodzi jednak między dwiema wiązkami światła, ale raczej między dwoma falami w dwóch nadprzewodzących częściach pierścieni. W obu przypadkach efekt jest taki sam, a stopień, w jakim interferencja jest destrukcyjna lub konstruktywna, zależy od wzajemnej częstotliwości dwóch fal. W SQUID to częstotliwość fal jest skorelowana z polami magnetycznymi przepływającymi przez pętlę.
Całkowity przepływ prądu I przez SQUID przy stałym napięciu zmienia się w zależności od pola magnetycznego. W przypadku, gdy Ph magnetyczne, które przepływa przez pętlę (czyli iloczyn indukcji pola i rozmiaru pętli) jest całkowitą wielokrotnością strumienia kwantowego:
{\displaystyle \Phi =h/2e=2,0678*10^{-15}}
wtedy prąd jest maksymalny, jeśli:
{\displaystyle \Phi =(n+1/2)*\Phi _{0}}
Wtedy widoczne są minima. Powoduje to oscylację prądu w stosunku do zewnętrznego pola. Obwiednia krzywizny jest wynikiem rozproszonego światła, które jest związane z wymiarami złączy Josephsona, co jest podobne do sposobu, w jaki światło rozprasza się po plasterku.